# Sobotka
Sobotka é uma cidade checa localizada na região de Hradec Králové, distrito de Jičín‎.